# Курортне (Білгород-Дністровський район)
Куро́ртне (до 14.11.1945 Будаки-Кордон) — село Сергіївської селищної громади Білгород-Дністровського району Одеської області в Україні. Населення становить 757 осіб.
Є центром курорту «Приморський».

## Географія

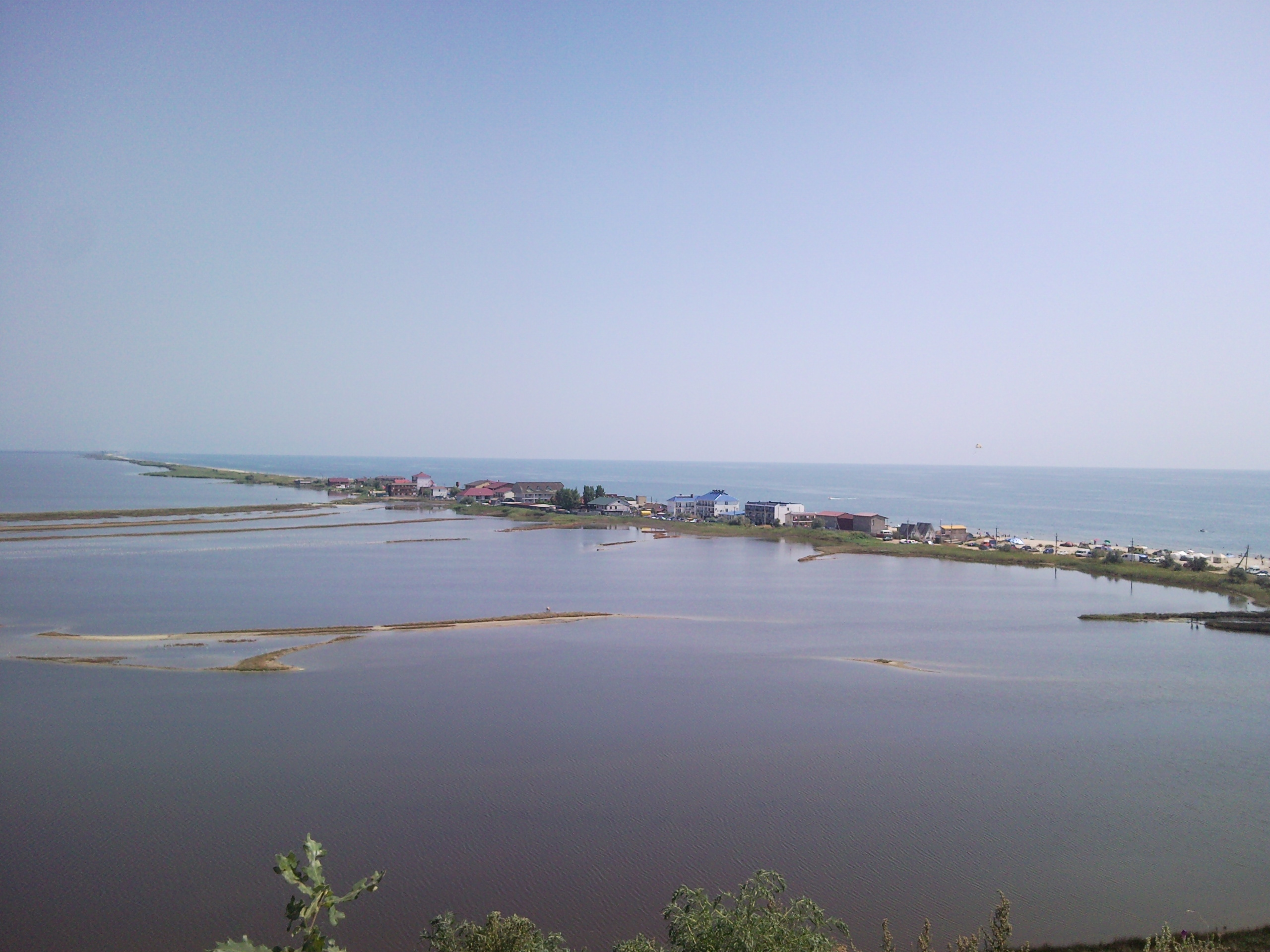
Будацька коса

Села Приморське і Курортне розташовані за 80 км від Одеси та за 50 км від райцентру Білгорода-Дністровського, на берегах Чорного моря і Будацького лиману. Територія Приморського переходить у територію Курортного і являє собою один суцільний населений пункт, розділений санаторієм «Приморський».

## Населення
Згідно з переписом 1989 року населення села становило 958 осіб, з яких 463 чоловіки та 495 жінок.
За переписом населення 2001 року в селі мешкали 804 особи.

### Мова
Розподіл населення за рідною мовою за даними перепису 2001 року:
| Мова       | Відсоток |
| ---------- | -------- |
| українська | 86,79 %  |
| російська  | 10,96 %  |
| молдовська | 0,79 %   |
| гагаузька  | 0,66 %   |
| болгарська | 0,26 %   |
| білоруська | 0,13 %   |
| вірменська | 0,13 %   |
| єврейська  | 0,13 %   |

## Курортна діяльність
Село розташоване на високому обриві, з якого відкриваються мальовничі пейзажі. При цьому пансіонати і бази відпочинку Курортного знаходяться як у самому селі, так і прямо на пляжі всього за декілька десятків метрів від моря. Умови — від економ-класу до номерів люкс, на деяких базах є охорона. Деякі пансіонати і бази відпочинку в Курортному, наприклад «Маяк», працюють цілий рік. У селі є розвинена інфраструктура: магазини, кафе, бари, аптеки. У центрі є продуктовий базар і промтоварний ринок. На пляжі є водяні скутери.
Гарний пляж, чисте море, дорогою можна побачити виноградники та соняшникові поля. Лиман відділений від моря косою, знаходиться одразу біля центрального пляжу.

## Транспорт
Автомобільний транспорт є основним транспортом в селі. Доїхати від Одеси до Курортного можна менш ніж за дві години, слідуючи через населені пункти Затока та Приморське. Автобуси і маршрутні таксі різного напрямку (Одеса, Білгород-Дністровський, молдавський напрямок та ін.) ходять регулярно.

## Галерея
|                                |
| Шлях до пансіонату «Романтика» |

|                             |
| Статуя у Центральному парку |

|                    |
| Пансіонат «У моря» |

|                                          |
| Будацька коса. Ракурс із с. Приморського |

|                                      |
| Будацька коса. Ракурс із с. Попаздра |

|               |
| Будацька коса |